# Grigg
Grigg is een historisch Brits merk van scooters en motorfietsen.

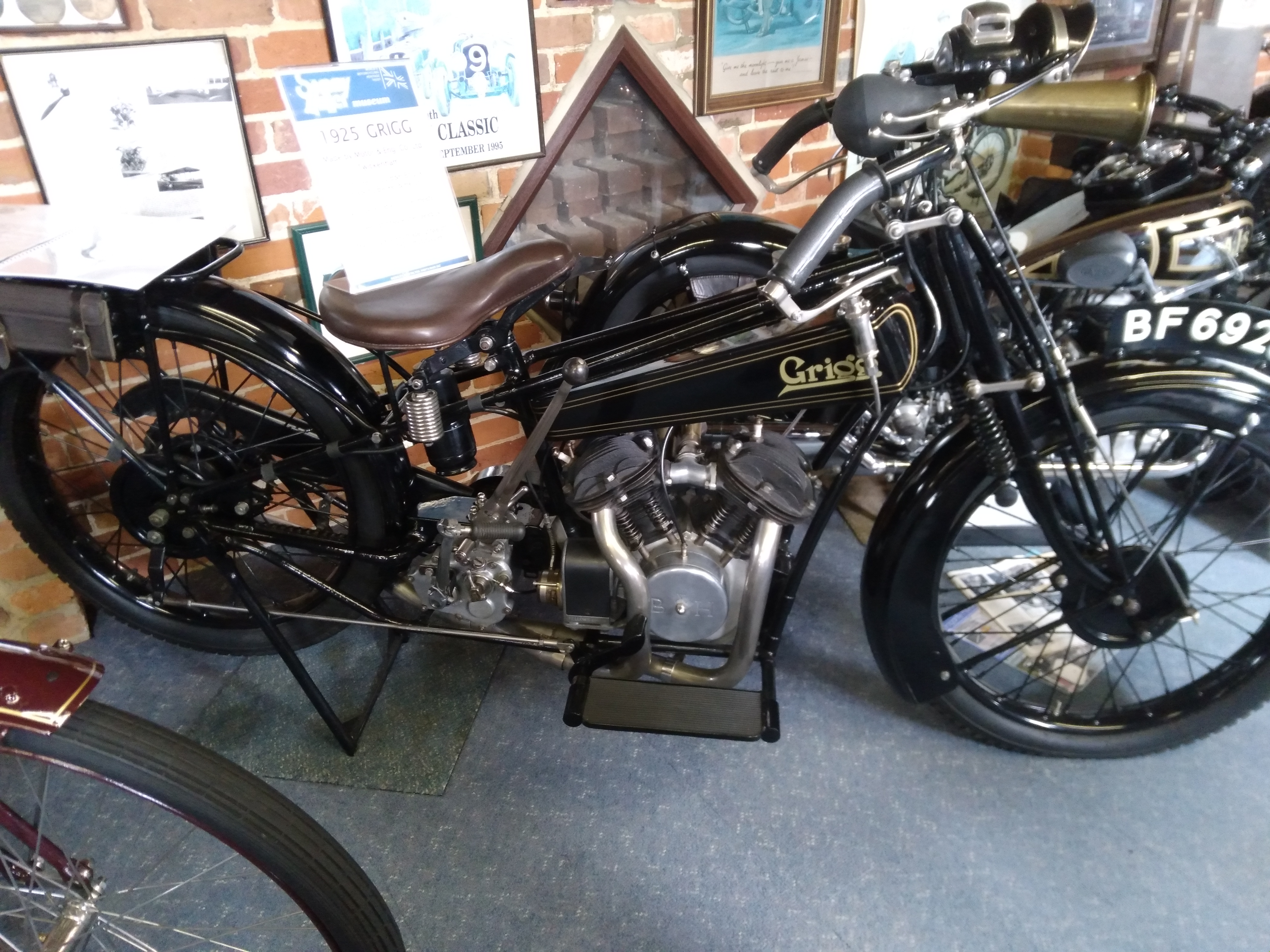
Grigg-Blackburne uit 1925

De bedrijfsnaam was: Grigg Motor Eng. Co. Ltd., Sanderstead Works, Twickenham, later South Croydon.
Grigg begon in 1920 in Twickenham met de productie van een 145cc-tweetakt scooter (in die tijd een gemotoriseerde step). De motor was rechts naast het achterwiel gemonteerd en had magneetontsteking. De brandstoftank zat boven het achterwiel en het zadel zat weer boven de tank. Er was geen koppeling of versnellingsbak aan boord. In 1921 werd de motor vergroot naar 162 cc om een lichte motorfiets te produceren. Deze kreeg twee versnellingen en had een dubbel wiegframe. In 1923 kwam er een drieversnellingsmodel en de scooterproductie werd beëindigd. Er werden nu ook grotere modellen geproduceerd, met 247- en 343cc-Villiers tweetaktmotoren, 195cc-Shaw-kopklepmotoren en zwaardere modellen tot 696 cc met een Blackburne-motor.
Men ging in dat jaar ook modellen maken motoren die gebaseerd waren op de zeldzame Bacher and Hellow motoren met losse cilinderkoppen, van 249cc-eencilinders tot 996cc-V-twins. Sommige modellen werden uitgevoerd met waterkoeling. Hoewel dit populaire zijspantrekkers waren bleef de verkoop achter bij de verwachtingen. Het bedrijf verhuisde naar South Croydon om daar de Wooler-motorfietsen te gaan produceren. De productie liep door in 1924, maar in 1925 moest Grigg de poorten sluiten.